# Kazaki Nakagawa
Kazaki Nakagawa (中川 風希 Nakagawa Kazaki?, Saitama, 3 de julio de 1995) es un futbolista japonés que juega de centrocampista en el Fujieda MYFC de la J2 League.

## Trayectoria

### Clubes
| Club                   | País   | Año       |
| ---------------------- | ------ | --------- |
| Vallecas C. F.         | España | 2015-2016 |
| C. D. Betis San Isidro | España | 2016-2017 |
| F. C. Ryukyu           | Japón  | 2017-2019 |
| Yokohama F. Marinos    | Japón  | 2019      |
| Kyoto Sanga            | Japón  | 2020-2021 |
| F. C. Ryukyu (cedido)  | Japón  | 2021      |
| F. C. Imabari          | Japón  | 2022-2023 |
| Fujieda MYFC           | Japón  | 2023-     |

## Palmarés

### Títulos nacionales
| Título    | Club                | País  | Año  |
| --------- | ------------------- | ----- | ---- |
| J1 League | Yokohama F. Marinos | Japón | 2019 |